# アリスキレン
アリスキレン（Aliskiren）は、直接的レニン阻害剤に分類される降圧薬の一つである。承認されている効能・効果は「高血圧症」である。副作用が多く効果を示す研究が少ないので、高血圧の治療には他剤が推奨される。商品名ラジレス。
2011年12月、進行中の臨床試験で糖尿病および慢性腎不全を有する患者において非致死的脳梗塞、腎障害、高カリウム血症、低血圧が増加することが明らかとなり、臨床試験が中止された.。
2012年4月20日時点で、下記の禁忌・警告が追加されている。
- 糖尿病を有する患者にアリスキレンとアンジオテンシンII受容体拮抗薬（ARB）またはACE阻害薬（ACEI）を併用すると腎障害、低血圧、高カリウム血症を生じることがあるので禁忌である。
- 中等度および高度の腎機能障害（GFRが60mL/min未満）を有する患者にはARBまたはACEIとアリスキレンの併用はしないこと。

アリスキレンはスイスノバルティス社とSpeedel社が共同開発した。

## 効能・効果
高血圧症（他剤の使用が推奨される）。 Prescrire誌で、薬効より毒性が勝り市場から撤退すべき医薬品のリスト2014年版中に掲載された。

## 作用機序
レニン-アンジオテンシン系の最初の物質であるレニンは、血圧をコントロールする役割を持つ。レニンはアンジオテンシノーゲンからアンジオテンシンIを切り出し、アンジオテンシンIはアンジオテンシン変換酵素（ACE）によってアンジオテンシンIIに変換される。アンジオテンシンIIは直接的および間接的に血圧を制御する。直接的な制御は、血管平滑筋を収縮させる事による。アンジオテンシンIIは同時に副腎皮質でのアルドステロン産生を促し、腎尿細管でのナトリウム（と水分）の再吸収を増加させる事で血漿量を増加させ、血圧を上昇させる。アリスキレンはレニンのS3bp部位に結合し、アンジオテンシノゲンからアンジオテンシンIを生成する作用を阻害する。アリスキレンはヒドロクロロチアジドとも併用される。

## 副作用
重大な副作用として添付文書に記載されているものは、血管浮腫、アナフィラキシー、高カリウム血症、腎機能障害である。その他の副作用として、下記のものがある。
- 低血圧（特にvolume-depletedな患者に用いた場合）
- 下痢ならびに他の消化器症状
- 頭痛
- 眩暈
- 咳嗽
- 発赤
- 尿酸値上昇、痛風、尿路結石

## 禁忌
- 成分に対し過敏症の既往歴のある患者
- イトラコナゾール、シクロスポリンを投与中の患者：アリスキレンの血中濃度が増加する
- 妊婦または妊娠している可能性のある婦人：レニン-アンジオテンシン系に作用するACE阻害薬等で、催奇形性および新生児死亡が知られている[8]
- 授乳中の婦人（日本の添付文書に記載なし）：動物実験で、乳汁中への移行が確認されている[8]
- アンジオテンシン変換酵素阻害剤またはアンジオテンシンII受容体拮抗剤を投与中の糖尿病患者:糖尿病患者および腎障害・心疾患を有する患者で心血管障害を増加させる[9]

## 相互作用
アリスキレンはCYP3A4の弱い基質であり、P-糖蛋白質の基質である。
- フロセミドの血中濃度を低下させる。
- ベラパミル、アトルバスタチンはアリスキレンの血中濃度を上昇させるが、用量調整の必要はない。
- シクロスポリン、イトラコナゾールのP-糖蛋白質に対する作用によりアリスキレンの血中濃度が上昇するので、併用は禁忌である。
- ケトコナゾール等、P-糖蛋白質阻害作用を有する薬剤との併用には注意が必要である（クラリスロマイシン、テリスロマイシン（英語版）、エリスロマイシン、アミオダロン）。
- 糖尿病（1型、2型）患者、ACEまたはARBを使用している中等度・重度腎機能障害患者に対しては、アリスキレン含有製剤の使用は薦められない。必要に応じて他の降圧薬を用いる事[10]。

## 分子設計
多くの医薬品が、アンジオテンシンまたはアルドステロンを阻害する事で血圧を低下させる。しかし、薬剤を使い続けるとレニンの産生量が上がり、血圧は高くなってくる。そのため、レニンを直接阻害する医薬品が求められていた。アリスキレンはその最初の薬物である。